# Три високи жени
„Три високи жени“ е пиеса в две действия, написана от Едуард Олби през 1990 г., която печели наградата „Пулицър“ за драма през 1994 г.

## В България
В България пиесата е поставена на 26 март 2018 г. в Народния театър „Иван Вазов“. Режисьор е Стефан Спасов, а преводач – Гергана Дойнова. В пиесата участват Мария Стефанова, Виктория Колева, Радина Боршош, Василена Винченцо и Явор Вълканов.